# Raised on It
«Raised on It» — песня американского кантри-певца и автора-исполнителя Сэма Ханта. Она была выпущена независимо 3 сентября 2013, а затем вошла в его дебютный студийный альбом Montevallo (2014). Хант написал песню вместе с Заком Кроуэллом и Джерри Флауэрсом, а продюсером выступил Кроуэл и Шейн Маканелли.
Песня вошла в кантри-чарты США (Hot Country Songs и Country Airplay), а также получила золотую сертификацию Американской ассоциации звукозаписывающих компаний (RIAA) в США.

## Отзывы
Мэтт Бьорк из Roughstock положительно отозвался о сингле, сказав, что «в песне упоминаются грузовики и вечеринки, но она скорее о корнях и молодёжном образе жизни, чем о попытках затащить девушку на заднее сиденье автомобиля чтобы настолько оторваться в стране вечеринок, что из текста больше ничего нельзя извлечь».

## Музыкальное видео
Премьера музыкального видео состоялась в августе 2013 года на независимом YouTube-канале Ханта. В клипе Хант отправляется в Джорджию, чтобы провести время с друзьями и семьёй.

## Чарты

### Еженедельные чарты
| Чарт (2014)                       | Высшая позиция |
| --------------------------------- | -------------- |
| США (Billboard Hot Country Songs) | 49             |
| Чарт (2016)                       | Высшая позиция |
| США (Billboard Country Airplay)   | 41             |

## Сертификации
| Регион                                                                      | Сертификация | Продажи |
| --------------------------------------------------------------------------- | ------------ | ------- |
| США (RIAA)                                                                  | Золотой      | 500 000 |
| Данные о продажах + прослушиваниях приведены только на основе сертификации. |              |         |